# 美式及英式英語拼法差別
美式及英式英語拼法差別是指美国英语與英國英語之間的拼寫差別。尽管不同国家之间乃至一国之不同地区的英语方言各不相同，但全球英语拼写体系的地域差别则很小，基本只分为英式拼写和美式拼写两种。美英英语的拼写差异中有很多都可追溯至英语拼写标准发展成型之前。例如，今日一些被视作“美式”的拼写方式曾经在英国广为流行，而今日一些被视作“英式”的拼写方式则曾在美国流行。
1755年，英国作家塞缪尔·约翰逊出版了《约翰逊字典》，“英国标准”这才开始出现，而“美国标准”则是在诺亚·韦伯斯特的著作——尤其是《韦氏词典》问世后才开始出现。韦伯斯特在美国进行的拼写改革取得了一定成效，美国英语和英国英语之间从此便出现了后来广为人知的拼写模式差异。但這一英语拼写改革并未能走出国门，没有多少其他国家和地区选用韦伯斯特的改革成果。因此，现代英语拼写体系的国别差异很小，韦伯斯特的改革在其他任何国家都远远算不上是音位正写法。